# سیارک ۹۵۶۹
سیارک ۹۵۶۹ (به انگلیسی: 9569 Quintenmatsijs، نامگذاری:1988CL2) نه هزار و پانصد و شصت و نهمین سیارک کشف شده‌است که در ۱۱ فوریه ۱۹۸۸ کشف شد.
قدر مطلق سیارک برابر ۲۲.۴ است.